# Ötztalalperna
Ötztalalperna (tyska: Ötztaler Alpen, italienska: Alpi Venoste) är en bergskedja i Alperna mellan västra Österrike och nordöstra Italien. Den högsta bergstoppen är Wildspitze, 3 772 meter över havet. Gränsen mellan Italien och Österrike löper genom denna bergskedja, bland annat över toppen Weisskugel (Palla Bianca) med en höjd på 3 739 meter över havet. I bergsområdet finns flera turistorter och många stora glaciärer.
Den 5 000 år gamla "ismannen" Ötzi hittades här infrusen i en delvis smält glaciär.